# Itatodon tatarinovi
Itatodon tatarinovi és una espècie extinta de mamífer prototeri que visqué durant el Juràssic mitjà en allò que avui en dia és Rússia. Se n'han trobat fòssils (dues molars inferiors dretes i un fragment d'una molar inferior esquerra) a la formació d'Itat. En un primer moment, fou classificat entre els docodonts, però estudis filogenètics recents l'han traslladat a la família dels shuotèrids juntament amb el seu parent proper Paritatodon kermacki. Fou anomenat en honor de Leonid Tatàrinov, el paleontòleg que descrigué el primer docodont asiàtic.